# Tecatia
Tecatia is een monotypisch geslacht van mosdiertjes uit de  familie van de Pasytheidae. De wetenschappelijke naam ervan is in 1980 voor het eerst geldig gepubliceerd door Morris.

## Soort
- Tecatia sinaloensis Morris, 1980